# 圣诺法里
圣诺法里（法語：Saint-Nauphary，法語發音：[sɛ̃ nofaʁi]）是法国奧克西塔尼大區塔恩-加龙省的一个市镇，属于蒙托邦区。

## 地理
圣诺法里（43°57'53"N, 1°25'42"E）面积24.43 平方千米，位于法国奧克西塔尼大區塔恩-加龙省，该省份为法国西南部内陆省份，北起顺时针与洛特省、阿韦龙省、塔恩省、上加龙省、热尔省和洛特-加龙省接壤。
与圣诺法里接壤的市镇（或旧市镇、城区）包括：科尔巴里约、热内布里耶尔、莱奥雅克、蒙托邦、雷涅斯、拉萨尔沃塔-贝尔蒙泰、瓦雷讷、韦尔拉克泰斯库、维勒布吕米耶。

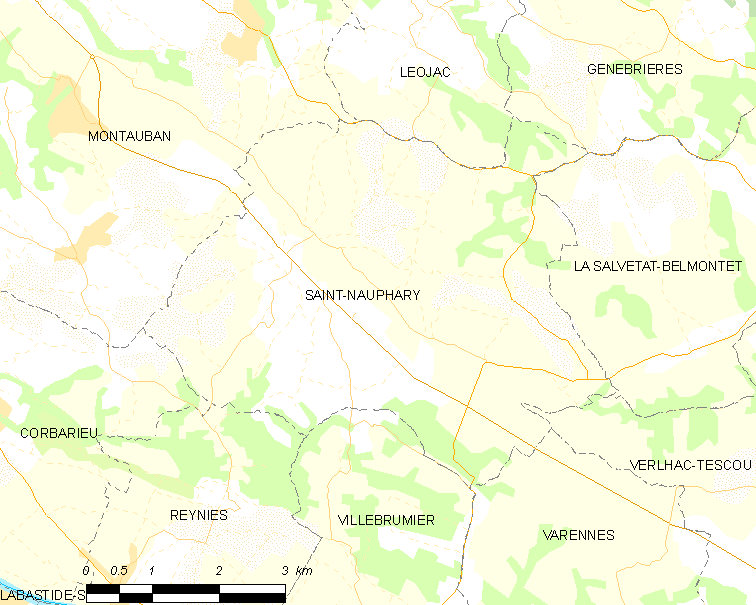
圣诺法里的OSM定位图

圣诺法里的时区为UTC+01:00、UTC+02:00（夏令时）。

## 行政
圣诺法里的邮政编码为82370，INSEE市镇编码为82167。

## 政治
圣诺法里所属的省级选区为塔恩-泰斯库-绿色凯尔西县。

## 人口

1962-2008年间圣诺法里人口变化图示

圣诺法里于2022年1月1日时的人口数量为1934人。